# Blansko
Blansko település Csehországban, a Blanskói járásban. Blansko Šebrov-Kateřina, Vilémovice, Vranov, Rudice, Černá Hora, Vavřinec, Lipůvka, Spešov, Jedovnice, Ráječko és Olomučany településekkel határos. Lakosainak száma 20 185 fő (2024. január 1.).

## Népesség
A település lakosságának változását az alábbi diagram mutatja:
| Lakosok száma | 5002 | 6278 | 7544 | 9521 | 19 508 | 20 768 | 20 664 | 20 572 | 19 900 | 20 185 |
|               | 1869 | 1900 | 1921 | 1961 | 1980   | 2012   | 2016   | 2019   | 2021   | 2024   |